# Fleur d'Issendolus
Pour les articles homonymes, voir Sainte Flore.
Fleur d'Issendolus, sainte Fleur ou Flore, traduit de  Flor, nom attesté en langue originale gasconne, était religieuse de l'ordre des Hospitaliers dans l'Hôpital-Beaulieu d'Issendolus dans le Quercy. Elle est morte en 1347. Elle est considérée comme sainte par l'Église catholique et est fêtée le 5 octobre.
Cet hôpital fut fondé en 1246 par l'ordre de Saint-Jean de Jérusalem.

## Biographie
Sainte Fleur est née à Maurs en 1300 ou 1309, en Auvergne, dans la famille noble de Corbie, comptant neuf enfants. Son père s'appelait Pons de Corbie et sa mère Melhors de Merle. Fleur fit profession à l’âge de 14 ans. Elle subit les tentations mais y résista par le travail et la prière. 
Elle entra dans l’ordre de Saint-Jean de Jérusalem à l’hôpital Beaulieu (commune d’Issendolus), au diocèse de Cahors, dans la Langue de Provence. Ses vertus et son humilité profonde la rendirent le modèle de ses compagnes. Elle fut favorisée de faveurs extraordinaires, et surtout d'extases, lorsqu’elle recevait la sainte communion. Elle opéra aussi des miracles pendant sa vie et après sa mort, survenue vraisemblablement le 13 juin 1347. 13 ans après sa mort, son corps fut levé de terre et exposé à la vénération des fidèles, par ordre de l’évêque de Cahors Bertrand de Cardaillac.

## Sa vie
Son existence n'est connue que par le récit de son confesseur qui écrivit sa vie. Le texte latin original a disparu, mais une traduction gasconne dans le troisième quart du XVe siècle est restée sous le nom de : « Vida e miracles de S. Flor ». Le texte a été publié par Clovis Brunel en 1946.

## Sources et références
1. 1 2  (fr) Saint Fleur sur nominis
2. 1 2 3 4  Bertrand Galimard-Flamigny, Histoire de l'Ordre de Malte, Paris, Perrin, janvier 2006, 364 p. (ISBN 2-262-02115-5), p. 315-316
3. ↑  Abbé Christian-Philippe Chanut, « 5 octobre - Sainte Flore, religieuse hospitalière de Saint-Jean », sur missel.free.fr (consulté le 13 décembre 2009).